# Vincent M.
Vincent M. (né le 28 mars 1972 à Vire dans le Calvados) est un photographe français.
« Le Mont Saint-Michel et sa baie fantastique ont toujours attiré les hommes. Siège d'un célèbre centre de pèlerinage et d'une abbaye bénédictine, son histoire est étroitement liée à celle de la Normandie et de la France. Vincent M., photographie depuis longtemps cette baie qu'il affectionne particulièrement. Il a su capter les premières lumières du matin comme celles du soir. »

## Biographie
Il a découvert la photographie lors de sa formation aux Beaux-Arts, en suivant les cours d'Olivier Umhauer.
Parallèlement à un travail plus ancien sur les lumières du bocage normand, il se consacre depuis plusieurs années à restituer à travers des prises de vue aériennes, faites le plus souvent à l’aube, les ambiances et lumières de la baie du Mont Saint-Michel, pour qui il nourrit une vraie passion.
Sa production photographique est représentée par les agences Andia et Bios. Ses photographies aériennes furent distribuées par l'agence Altitude.

## Expositions personnelles
- 2011 : Exposition "De l'airain et des hommes", Fonderie Cornille-Havard. Villedieu-les-Poêles.
- 2013 : Exposition "Baie, brumes et bocage", centre culturel Saint-Benoit, Saint-James.
- 2013-14 : Exposition "Par monts et par vaux", Abbaye du Mont-Saint-Michel.
- 2013 : Exposition "De Villedieu à Notre-Dame", Fonderie Cornille-Havard. Villedieu-les-Poêles.
- 2016 : Exposition "Baie, brumes et bocage", Place de la Cathédrale, Dol de Bretagne.
- 2018 : Exposition "Sensation soleil levant", 22ème Festival de Photographie Nature de Montier en Der[4]. Montier-en-Der.
- 2021 : Exposition "Moines et Moniales au Mont-Saint-Michel[5]", Abbaye du Mont-Saint-Michel
- 2021-22 : Exposition "Le Mont-Saint-Michel désert[6]", Scriptorial d'Avranches. Avranches.